# Anneli Heed
Anneli Mary Heed von Rosen  (crediteras med artistnamn Anneli Heed) född 20 augusti 1978, är en svensk ståuppkomiker, imitatör och röstskådespelare/dubbare bosatt i Stockholm. En av hennes mer uppmärksammade roller är den svenska dubben för drakungen Spike från My Little Pony: Vänskap är magisk.

## Komiker och imitatör
Heed uppträdde första gången på klubben SysteroBror på KTH i Stockholm 2005 och har därefter uppträtt på landets komediscener exempelvis på Norra Brunn, Raw och Mosebacke samt på komikerfestivalen Skrattstock.
Heeds ståuppkomik består till stora delar av imitationer där hon imiterar kända personer som Carola, Astrid Lindgren, David Beckham, Carolina Gynning, barn med flera. Som komiker har hon även medverkat i ett flertal humorsketcher i radio, exempelvis i P3 Deluxe, Sommarkatt med flera. Hon har även gästat Vakna med The Voice och Comedy Central LIVE med flera.
Hösten 2008 medverkade Heed i krogshowen En liten jävla Broadway show på Mosebacke tillsammans med Zeid Andersson, Anna-Lena Brundin med flera.
Hösten 2011 medverkade hon i humorprogrammet Telefonpiraterna som bland annat Carola i Kanal 5.
2013 skrev och framförde Anneli Heed tillsammans med imitatörkollegan Johan Bjerkander sketcher och parodilåtar i 6 avsnitt av humorprojektet Papegoja i Sveriges Radio P3. Under 2013 - 2015 var Anneli Heed en av de fasta komiker-medlemmarna i humorprogrammet Carpe Fucking Diem i Sveriges Radio P3.

## Röstskådespelare
Anneli Heed anlitas kontinuerligt som röstskådespelare med dubbning av animerade biofilmer och TV-serier. Heed har sedan 2015 den enda godkända svenska rösten för Prinsessan Leia i animerade Star Wars sammanhang. Andra större roller är Tigrinnan i Kung Fu Panda-filmerna och Coop i Kid vs. Kat. Heed medverkade 2014 på Sveriges första ComicCon där hon höll ett föredrag samt intervjuer om dubbning och röstskådespeleri tillsammans med sin branchkollega Gunnar Ernblad.
Som drakungen Spike i My Little Pony: Vänskap är magisk fick hon även en stor publik utanför Sverige. Hon bjuds sedan 2012 in till olika My Little Pony-konvent runt om i världen som hedersgäst för att berätta om dubbning, röstskådespeleri och äppelpaj. 
Under sent 2017 släpptes den svenska animerade originalserien Moderna tider på SVT Play. Serien är en humorserie för vuxna där Heed spelar en av huvudrollerna som VD:n Lea samt andra figurer som Kannibal-Tina med flera.

## Filmografi i urval
| År   | Film/Serie                                         | Roll |
| ---- | -------------------------------------------------- | --- |
| 2008 | Hundpensionatet                                    | Diverse röster |
| 2008 | Tess och Ubbe                                      | Skip |
| 2009 | Kid vs. Kat                                        | Coop |
| 2010 | My Little Pony: Pinkie Pies Pariserhjulsäventyr    | Scootaloo |
| 2010 | Dinosaurietåget                                    | Dan Pteranodon |
| 2010 | På kroken                                          | Bea Guldfiskberg |
| 2011 | Meningen med Hugo                                  | Papegojan (originalröst/ej dubb) |
| 2011 | Bilar 2                                            | Bärgarns dator |
| 2011 | My Little Pony: Vänskap är magisk                  | Spike, prinsessan Cadance, Sweetie Belle (fr.o.m. avsnitt 18), Cheerilee, Spitfire (avsnitt 26), Photo Finish, drottning Chrysalis, sångrösten till Rainbow Dash och olika bakgrundsfigurer |
| 2011 | Transformers Prime                                 | Arcee |
| 2011 | Kung Fu Panda 2                                    | Tigrinnan |
| 2011 | Monster High: Är det det här monster kallar kärlek | Howleen Wolf, Gigi Grant, Ginafire Long, Cupid mfl. |
| 2012 | Gravity Falls                                      | Wendy Cordyroy, Candy |
| 2012 | Monsuno                                            | Medea |
| 2013 | Dumma mig 2                                        | Flygvärdinnan m.fl. |
| 2013 | Phineas & Ferb                                     | Gretchen, Pinkie m.fl. |
| 2013 | Barbie: Life in the Dreamhouse                     | Summer |
| 2014 | The Legend of Korra                                | Asami Sato, Jinora, Kya |
| 2014 | My Little Pony: Equestria Girls                    | Spike, Sweetie Belle, Cheerilee, Spitfire, Photo Finish, sångrösten till Rainbow Dash och olika bakgrundsfigurer                                                                            |
| 2014 | Littlest Pet Shop                                  | Tvillingarna Bizkit, Mrs Twombly, Sugar Sprinkles m.fl |
| 2014 | Barbie och de rosa balettskorna                    | Snödrottningen/Natasha |
| 2015 | Minioner                                           | Bakgrundsfigurer |
| 2015 | Dinotrux                                           | Ace, Blady, Xee m.fl |
| 2015 | Ever After High                                    | Cupid |
| 2016 | Beat Bugs                                          | Jay och Buzz |
| 2016 | Star Wars Rebels                                   | Prinsessan Leia |
| 2016 | Kong: King of the Apes                             | Botila |
| 2016 | Robinson Crusoe                                    | Epi |
| 2016 | Kung Fu Panda 3                                    | Tigrinnan |
| 2017 | The Emoji Movie                                    | Brandvägg m.fl. |
| 2017 | Star Wars: Forces of Destiny                       | Prinsessan Leia |
| 2017 | My Little Pony: The Movie                          | Spike m.fl. |
| 2017 | Moderna tider                                      | Lea m.fl. |
| 2019 | Aladdin                                            | Dalia |
| 2021 | My Little Pony: En ny generation                   | Izzy Moonbow |

## Ljudböcker
| År   | Bok                                    | Författare              | Förlag           |
| ---- | -------------------------------------- | ----------------------- | ---------------- |
| 2017 | HKH Victoria - ett personligt porträtt | Catarina Hurtig         | Norstedts förlag |
| 2017 | Ett olidligt tillstånd                 | Maria Fogelberg Nilsson | SAGA             |
| 2017 | Snögubbens hemlighet                   | Åsa Öhnell              | SAGA             |

## Datorspel
| År   | Titel                         | Roll            |
| ---- | ----------------------------- | --------------- |
| 2015 | Disney Infinity 3.0 Star Wars | Prinsessan Leia |